# Erik Larsson (jégkorongozó)
Erik Waldemar „Burret” Larsson (Svédország, Stockholm, 1905. január 18. – Svédország, Stockholm, 1970. március 8.) olimpiai és világbajnoki ezüstérmes, Európa-bajnok, országos bajnok svéd jégkorongozó.
Az 1928. évi téli olimpiai játékokon játszott a jégkorongtornán és ezüstérmes lett a svéd csapattal. A B csoportba kerültek, ahol először a csehszlovákokat verték 3–0-ra, majd a lengyelekkel játszottak 2–2-es döntetlent. A csoportból első helyen tovább jutottak a négyesdöntőbe. Itt az első mérkőzésen 11–0-as vereséget szenvedtek a kanadaiaktól, Svájcot megverték 4–0-ra, végül a briteket 3–0-re. Az olimpia egyszerre volt világ- és Európa-bajnokság is. Így világbajnoki ezüstérmes és Európa-bajnok lett.
Az utolsó külön tartott jégkorong-Európa-bajnokságon az 1932-es jégkorong-Európa-bajnokságon Európa-bajnok lett.
Klubcsapata a Hammarby IF volt 1923 és 1933 között. 1932-ben és 1933-ban svéd bajnok volt. 1930-ban a liga gólkirálya lett.